# Римская мозаика

Римская мозаика на стене в Доме Нептуна и Амфитриты, Геркуланум, Италия, I век н. э.

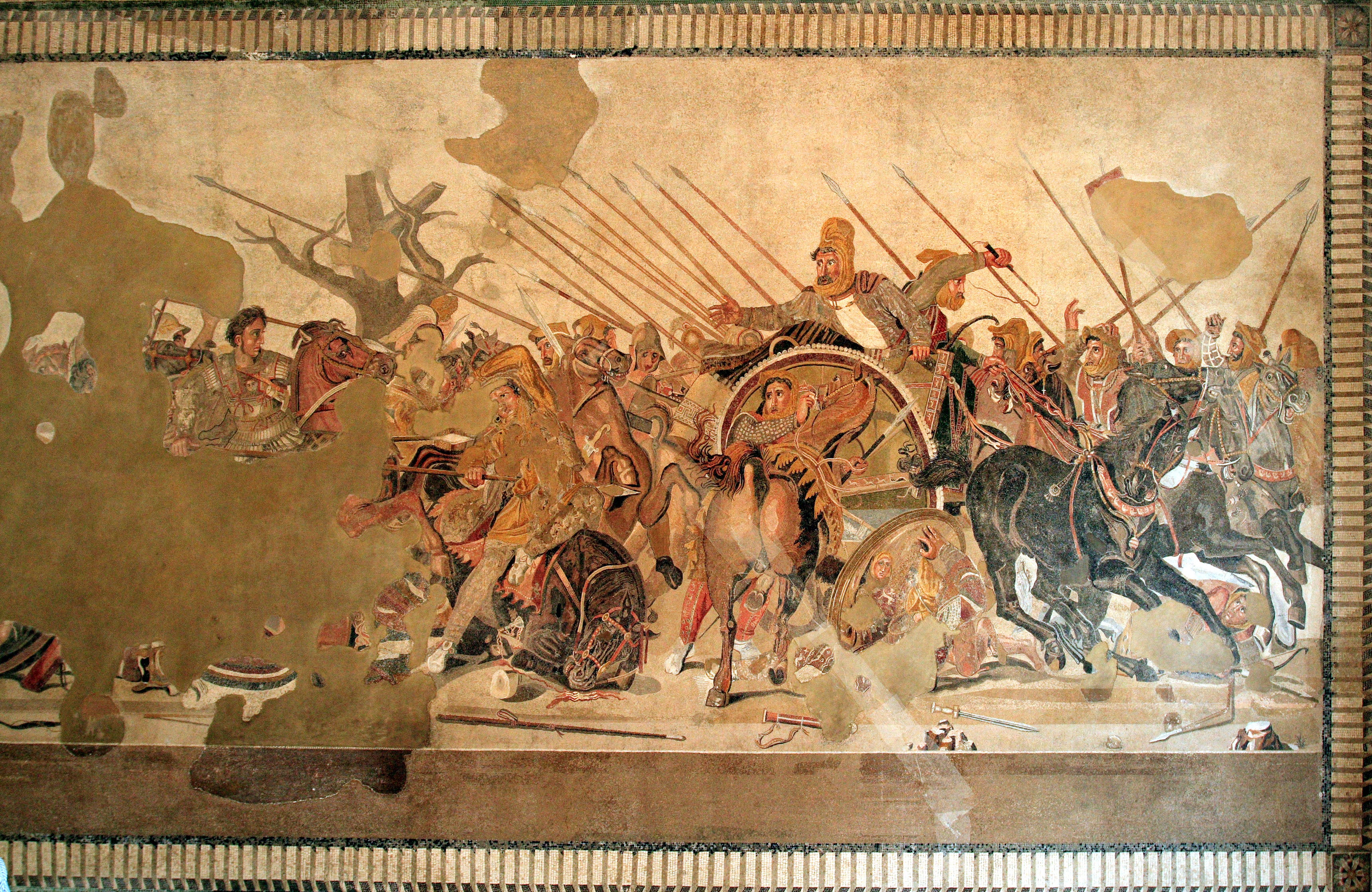
«Битва при Иссе», Неаполь, Италия

Римская моза́ика — тип мозаики, набираемый из мелких кубиков камней разных цветов либо смальты, малые размеры модулей позволяют достичь высокой точности и изящества изображения. Эта техника используется и в декоративно-прикладном искусстве, она существует со времён Древнего Рима.

## История
Мозаику римляне переняли от древних греков. Самые ранние из известных образцов римской мозаики находятся в Делосе и датируются II веком до н. э..

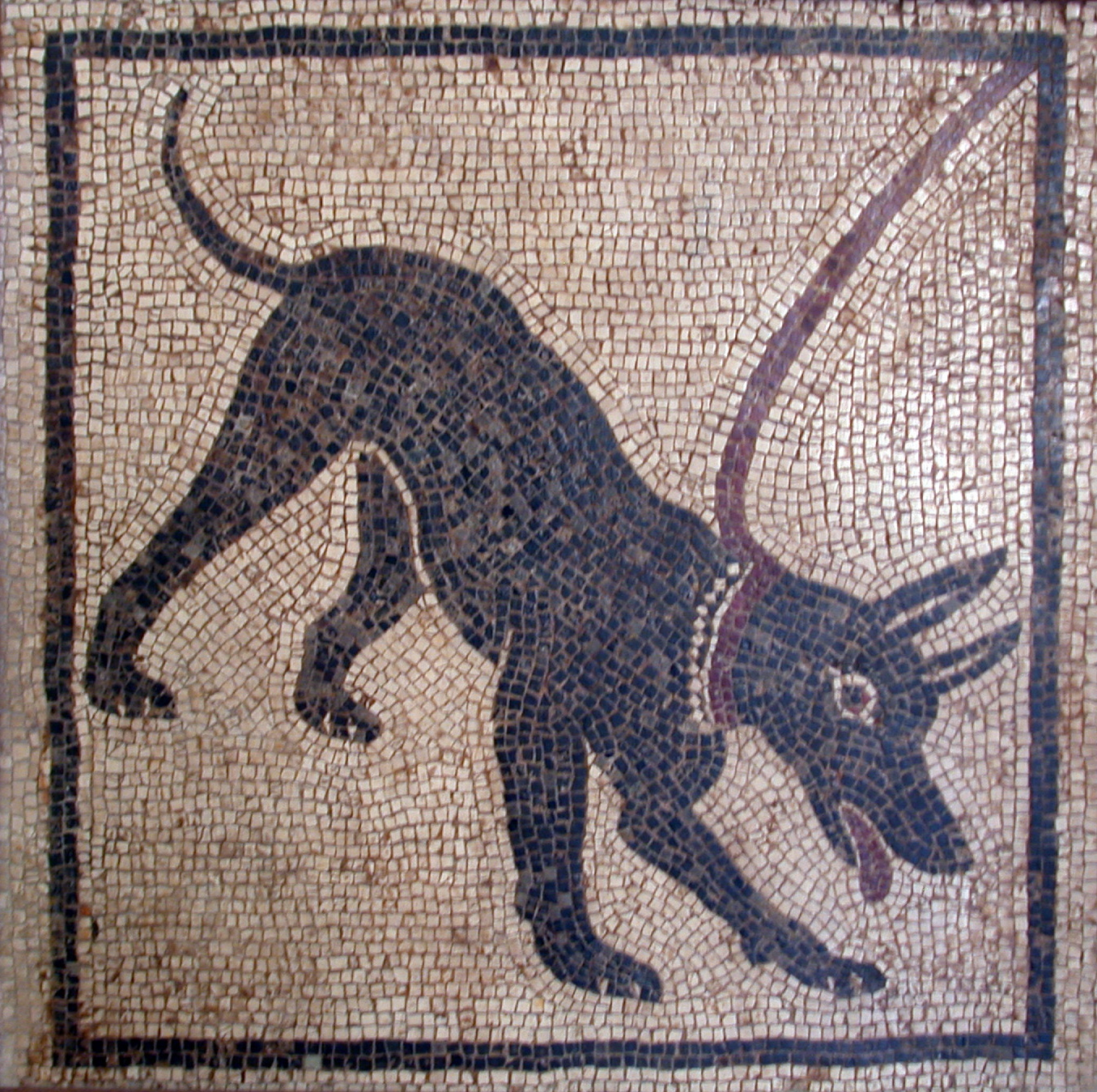
Мозаика Cave canem из Помпей

Первые мозаики были довольно простыми и ограничивались геометрическими орнаментами. С ростом мастерства наиболее популярными стали антропо- и зооморфные изображения и сюжетные композиции. Каждый зажиточный римлянин имел в своем доме хотя бы одну мозаику, которой чаще всего украшали пол и стены.
Плиний Старший упоминает в «Естественной истории» пергамского художника Соза, который изобразил на полу в мозаичной технике в натуральную величину остатки пира: кости, крабьи клешни, фрукты и овощи, раковины (asarotos oecos). Другой известной работой мастера считается мозаика «Голуби на чаше».
В Помпеях были найдены мозаики с изображением собаки и надписью Cave canem («берегись собаки»), которые предупреждали непрошенных гостей о том, что дом охраняется собакой. Эти мозаики обычно были выложены на дороге перед домом и были выдержаны в черно-белой гамме. Чаще всего собаки были изображены на цепи и с оскалом, реже — свернувшиеся в клубок.
Наиболее известной римской мозаикой из Помпей является «Битва при Иссе», изображающая Александра Македонского в битве с персидским царём Дарием III. Мозаика была найдена на полу в одном из помещений дома Фавна. Оригинальный размер составлял 313×582 см, но часть фрагментов не сохранилась.
Роскошные термы Каракаллы, построенные в начале III века, были богато украшены мозаикой, иногда с применением позолоты.

## Мозаичная техника
Первые мозаики были выполнены в технике галечного мощения, при котором использовались целые камушки (именно такой способ составления изображений остался характерным для другой техники, так называемой флорентийской мозаики). Затем чаще стали раскалывать гальку на более мелкие фрагменты (тессеры), из которых получались более точные, утончённые изображения. Opus tessellatum обозначает мозаичную технику с использованием тессеров размером более 4 мм. Opus vermiculatum с тессерами размером менее 4 мм позволяла прорисовывать более мелкие детали. В штучной мозаике (opus sectile) в отличие от вышеупомянутых техник используются различные по величине и форме пластинки (обычно центральный элемент представляет собой цельную пластинку, более мелкие тессеры обрамляют его). Opus regulatum представляет собой кладку одинаковых по размеру и форме фрагментов в ровные линии (подобно кладке кирпичей или шахматной доске).

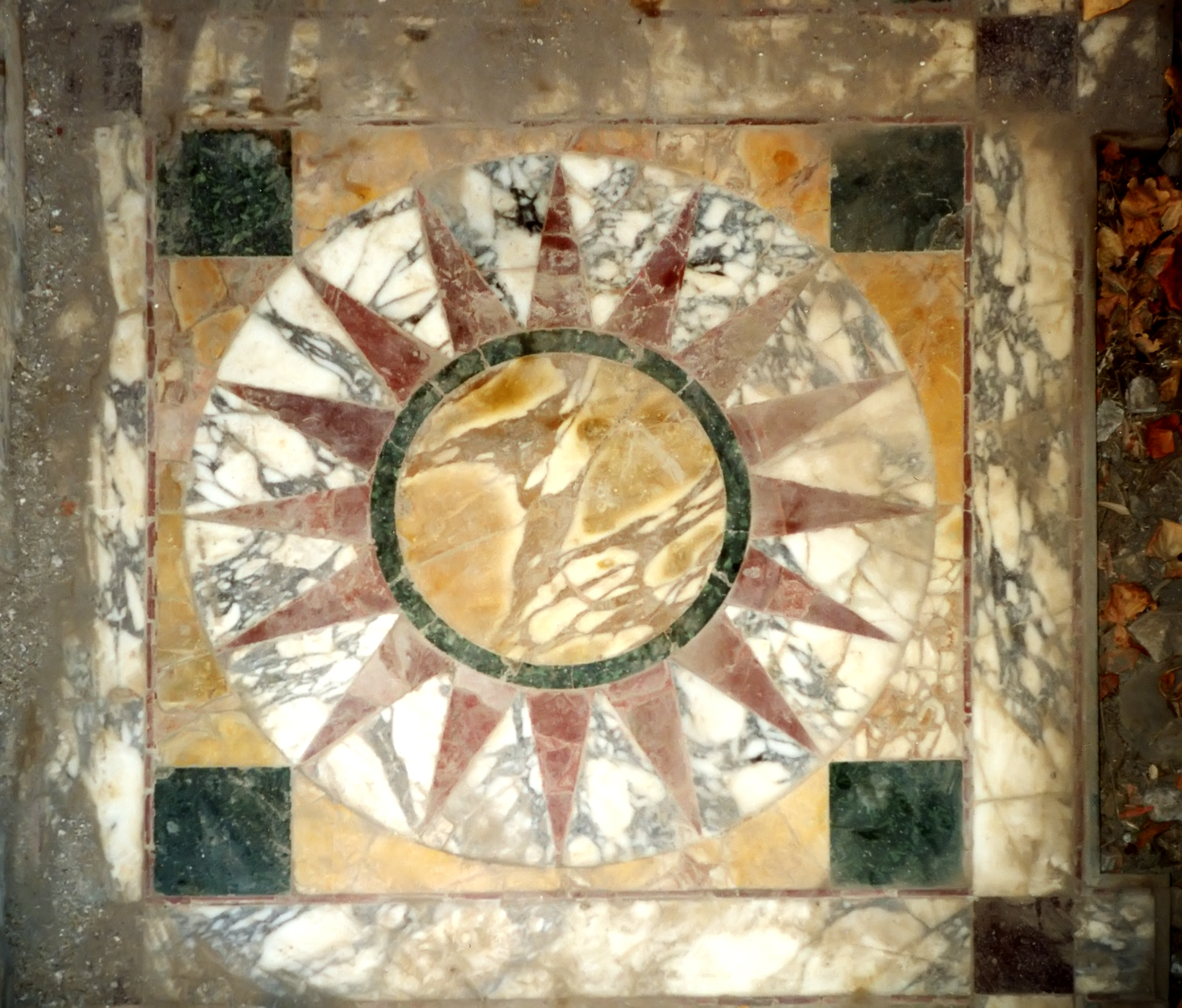
Мраморная кладка opus sectile на полу виллы Адриана
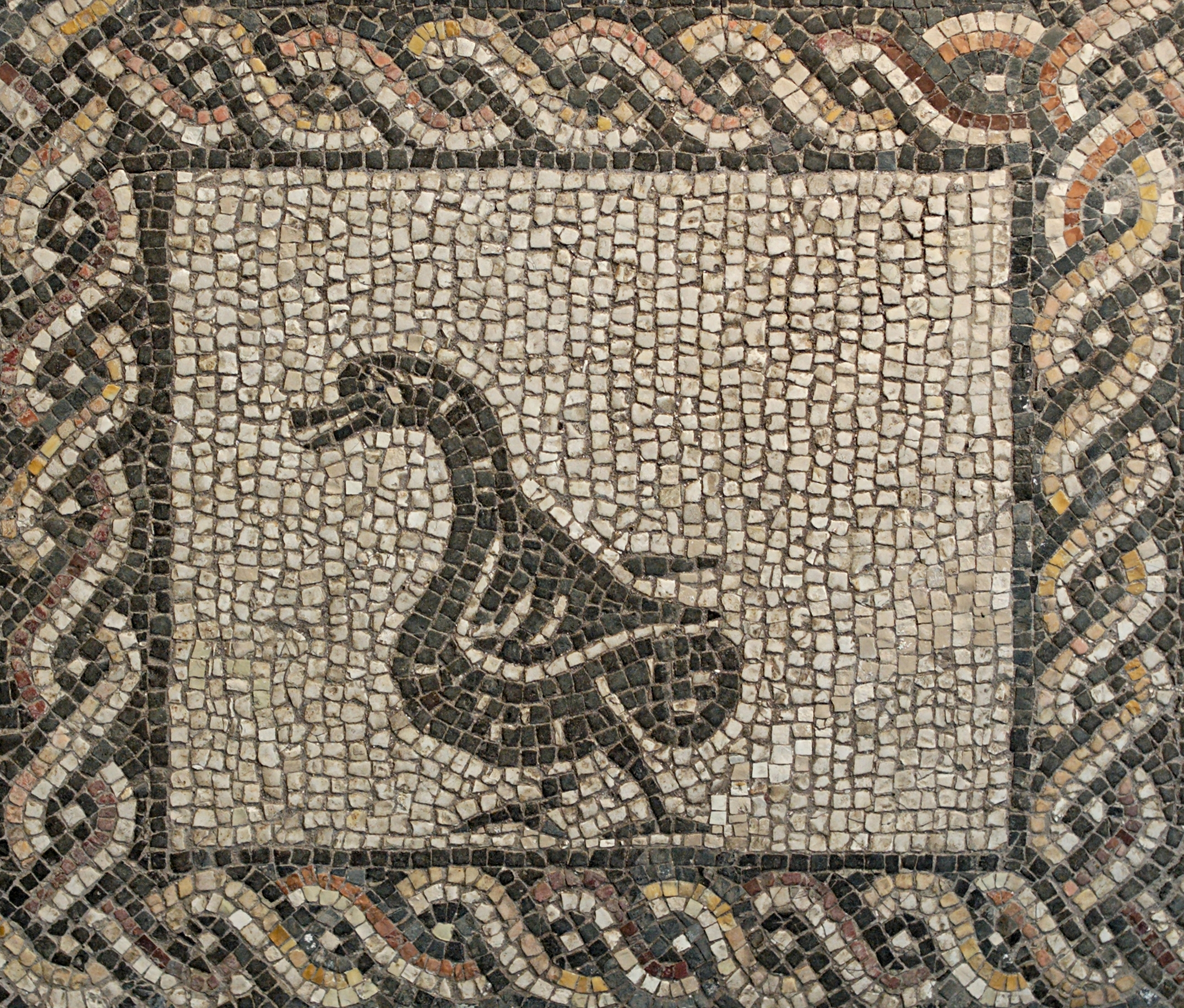
Изображение утки на полу в технике opus tessellatum
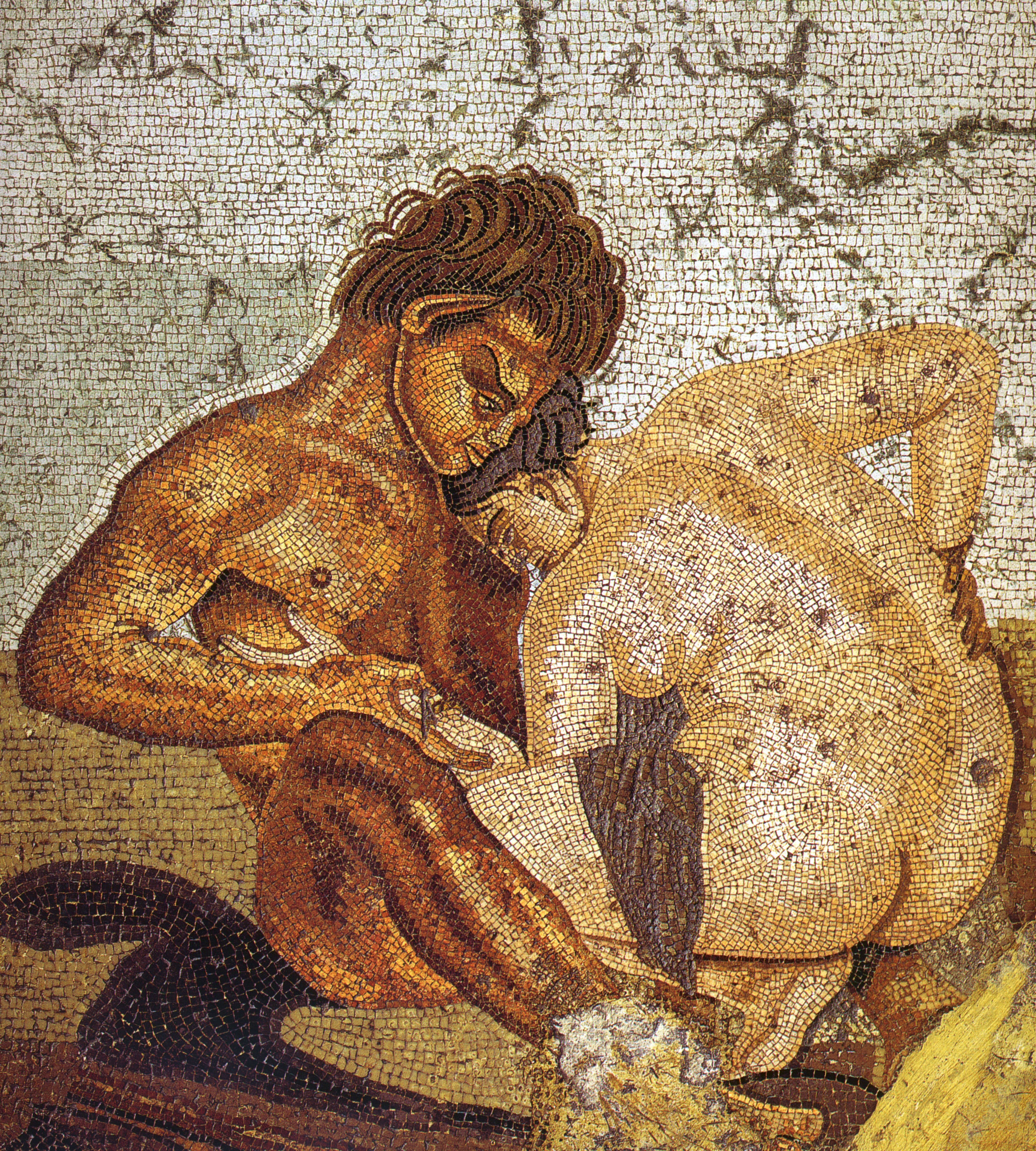
«Сатир и нимфа», мозаика в доме Фавна в Помпеях. Opus vermiculatum
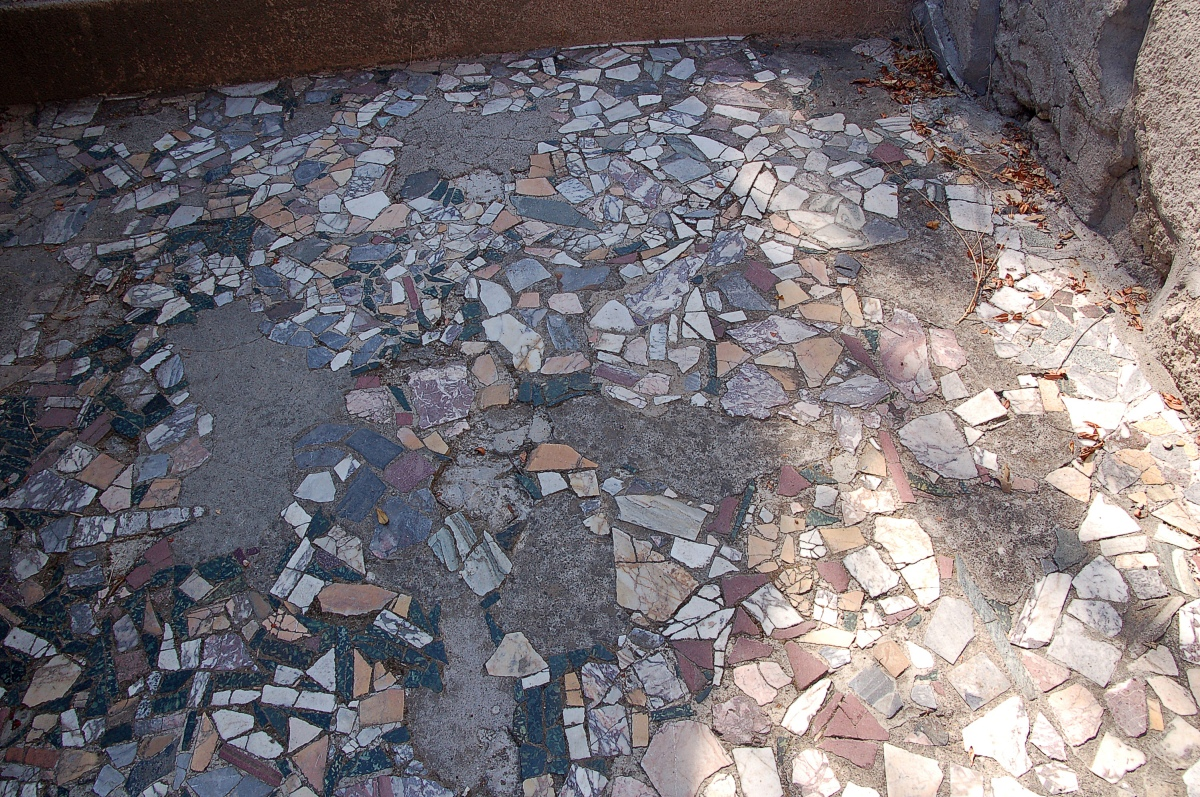
Напольное покрытие римских терм в технике opus scutulatum

Цветовая палитра была расширена за счет применения таких природных материалов, как мрамор, сланец, разноцветный известняк, полудрагоценные камни. Однако эти материалы были достаточно дорогостоящими, поэтому мастера по-прежнему довольствовались цветами гальки. С открытием более дешевого стекла в качестве мозаичного материала работы стали более художественными и яркими. Смальта стала традиционным материалом для создания мозаик.

## Музеи римской мозаики
Крупнейшие современные музеи римской мозаики находятся в музеях Бардо (Тунис, 1888) и Газиантепа (Турция, 2011).

## Примеры римской мозаики

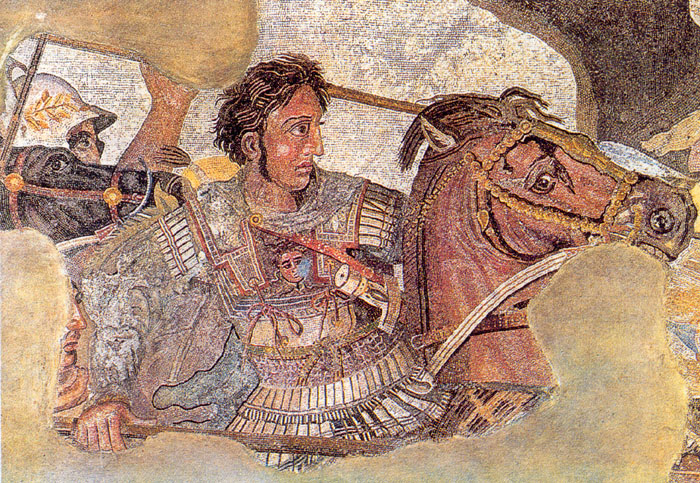
Фрагмент мозаики Александра Великого, изображающий Александра Македонского
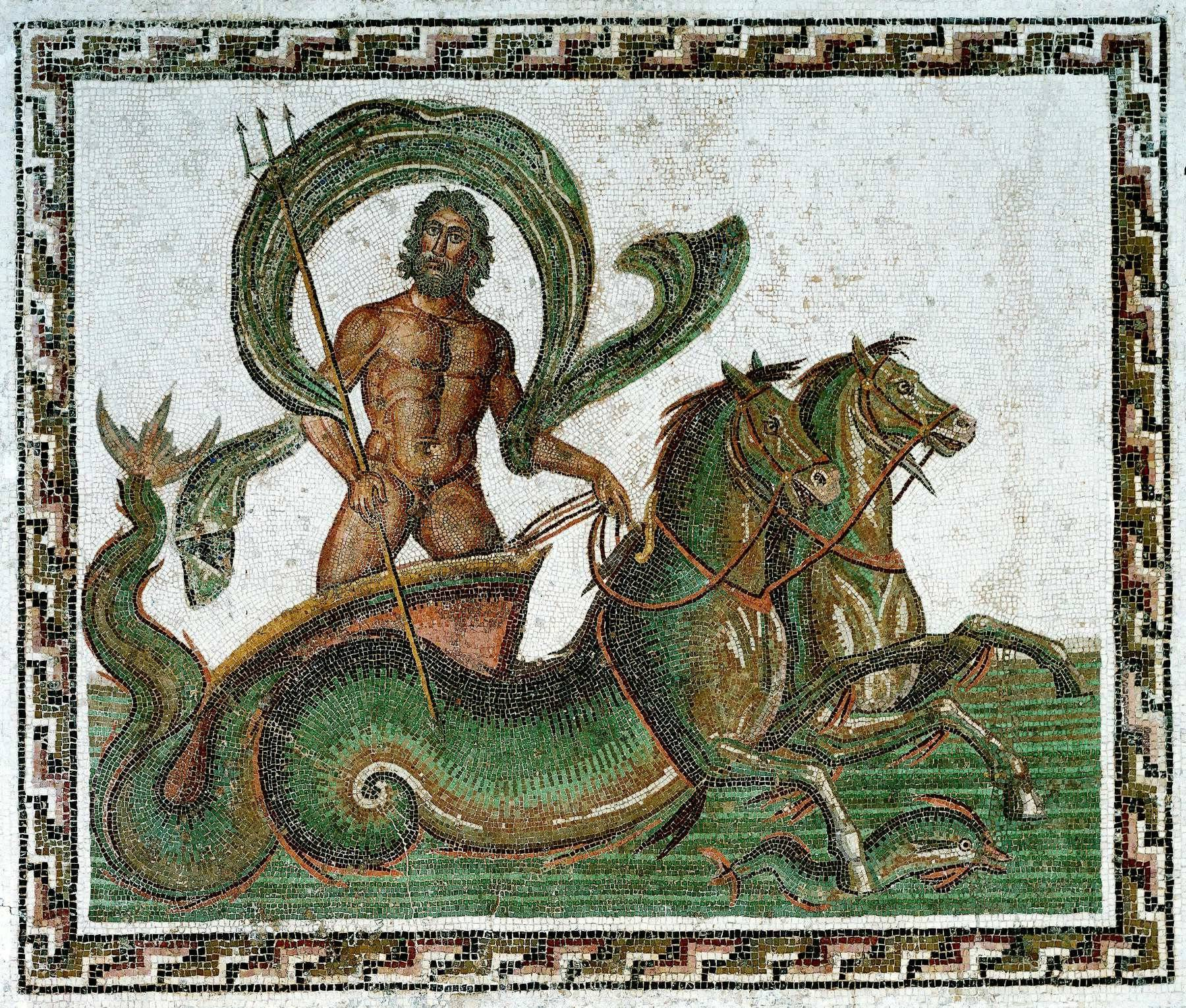
Нептун, управляющий колесницей
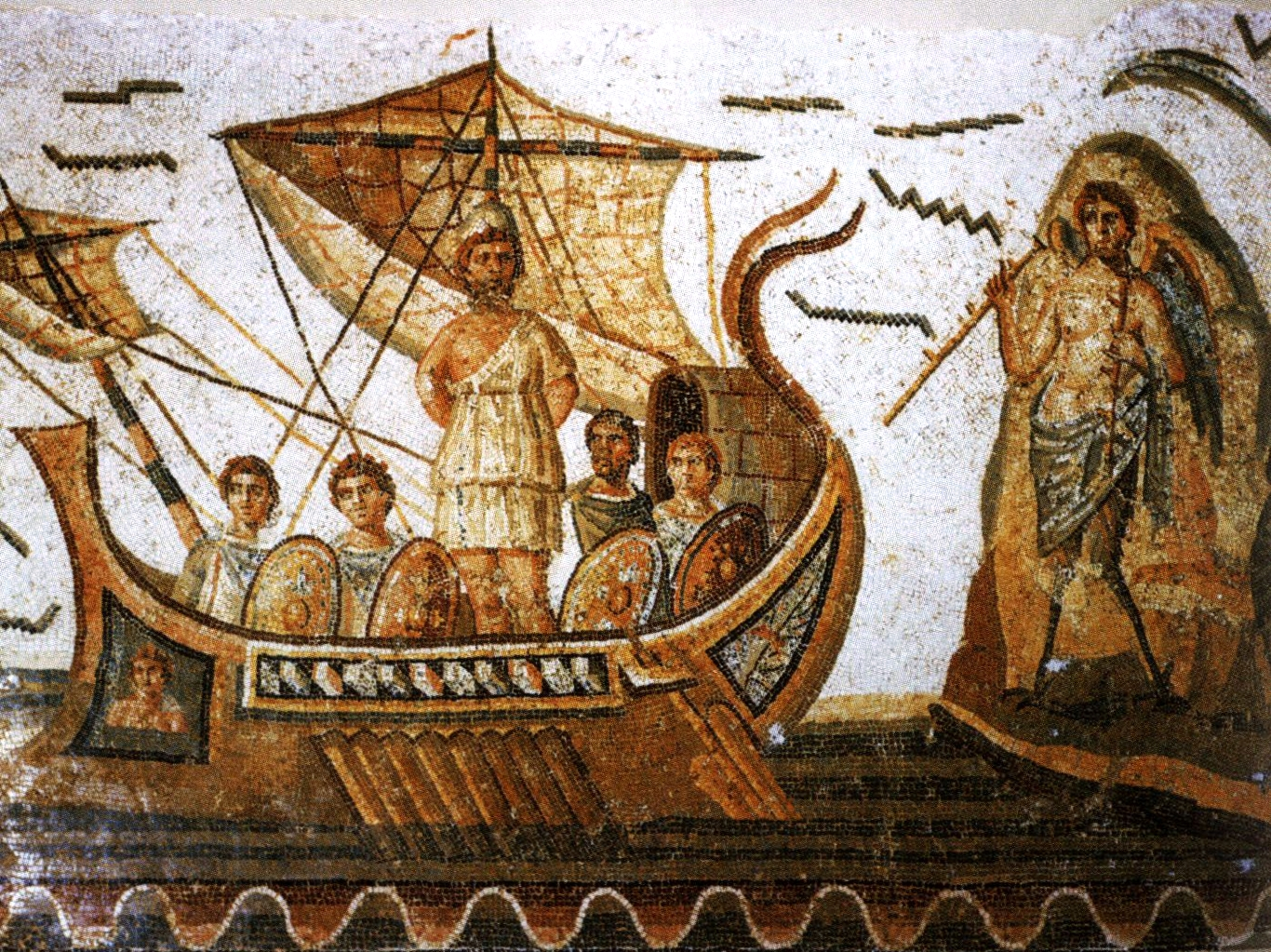
Улисс во время своего путешествия
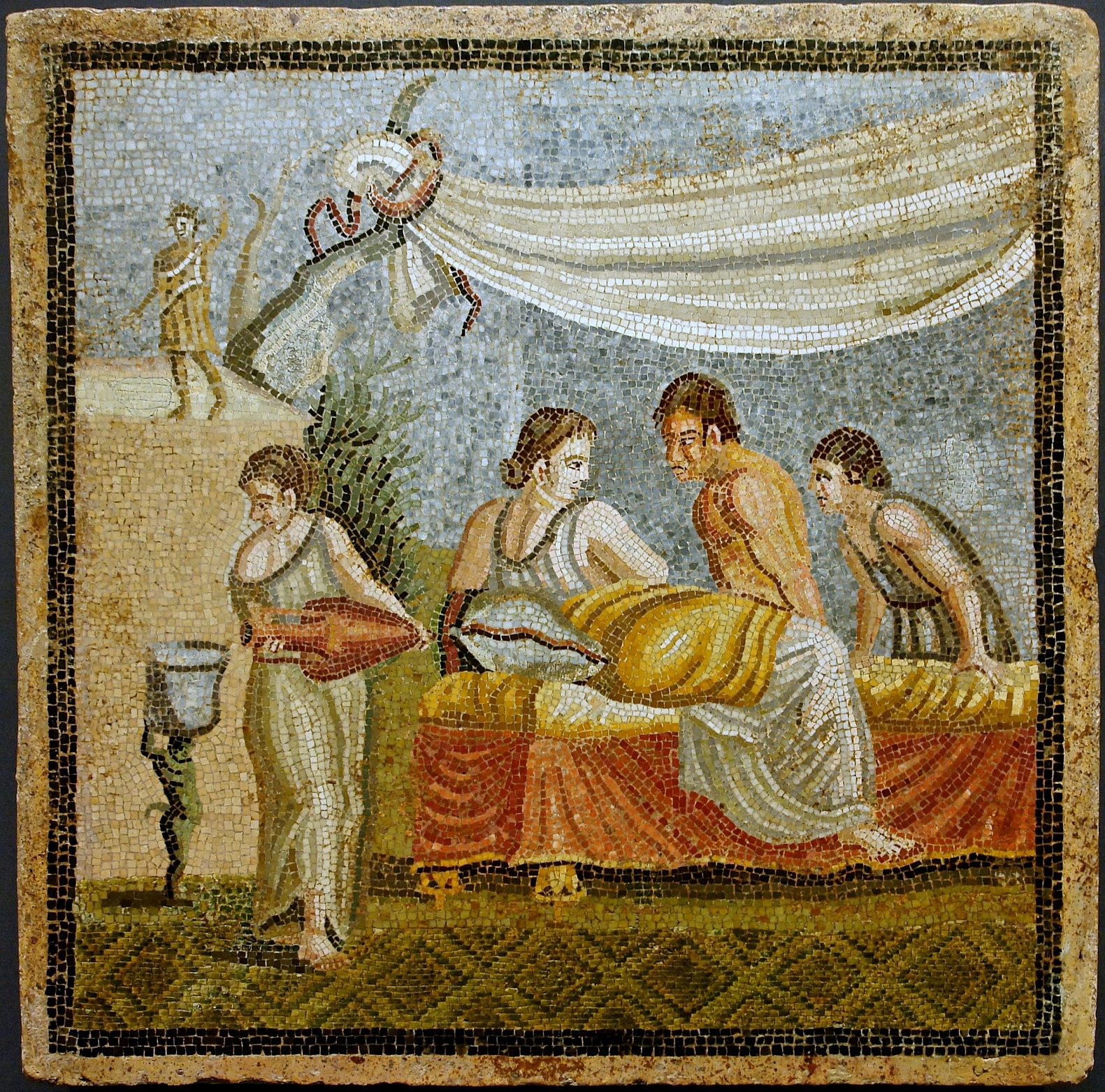
Любовная сцена, I век н. э.
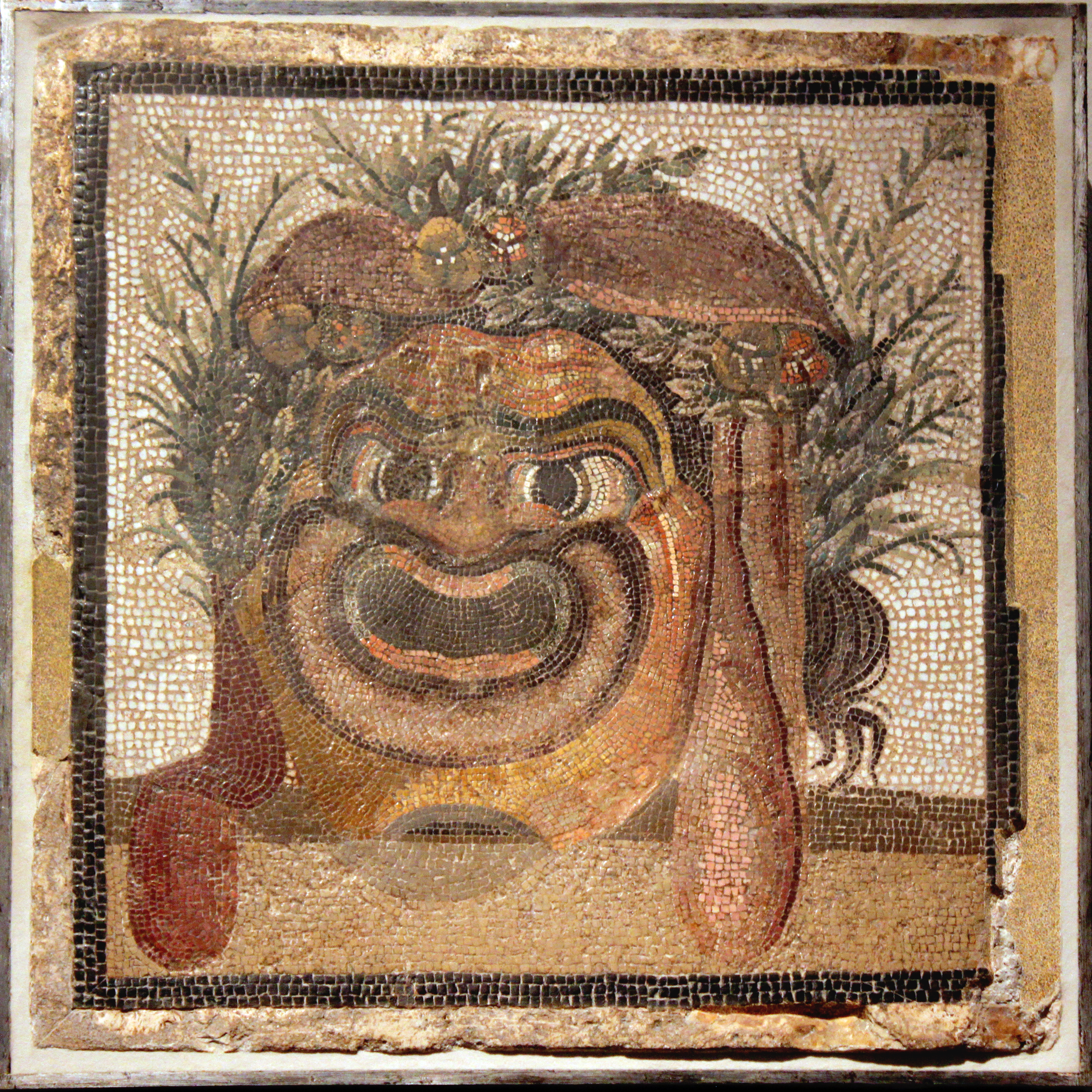
Комедийная маска
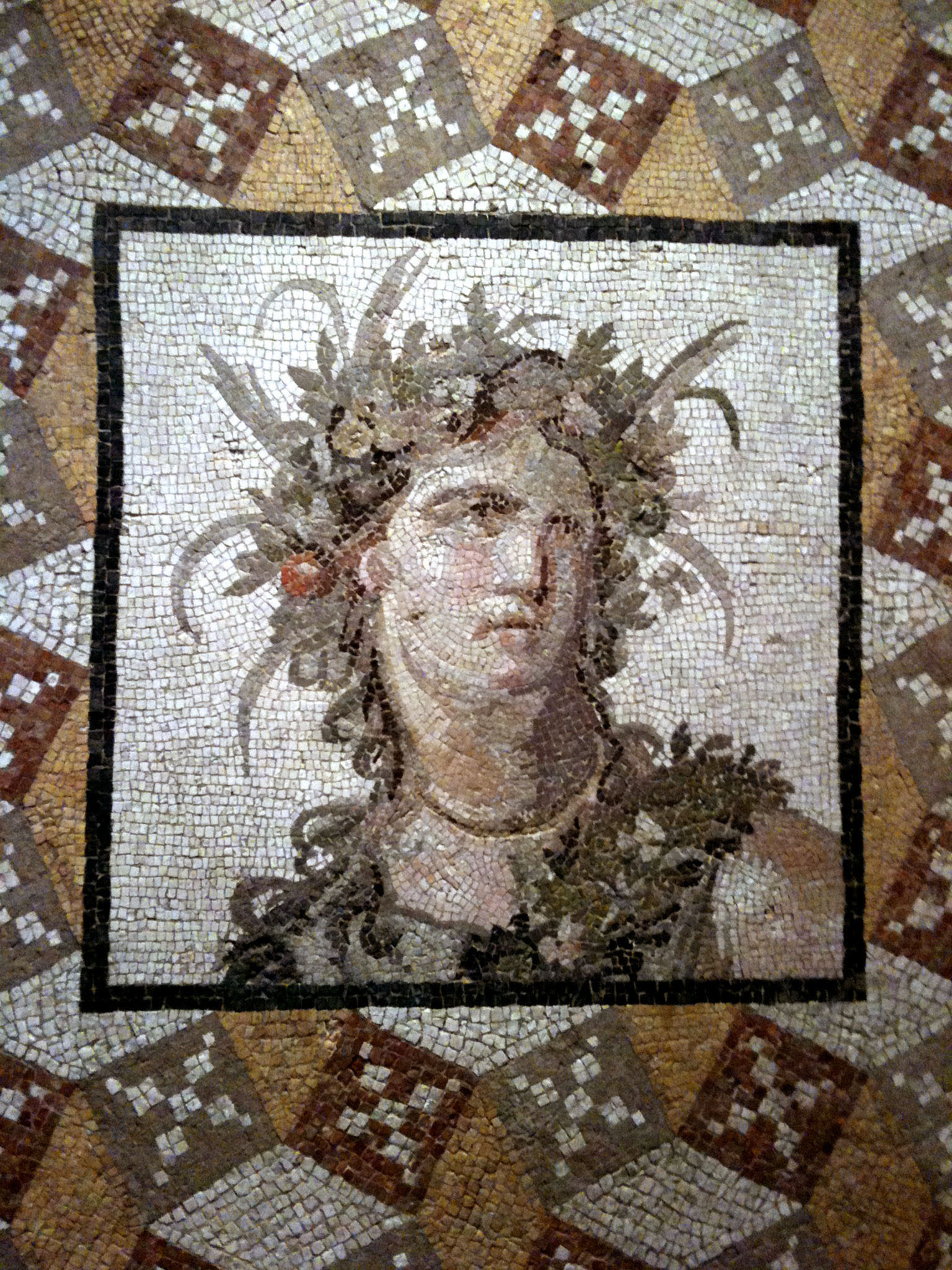
Антиохийская мозаика
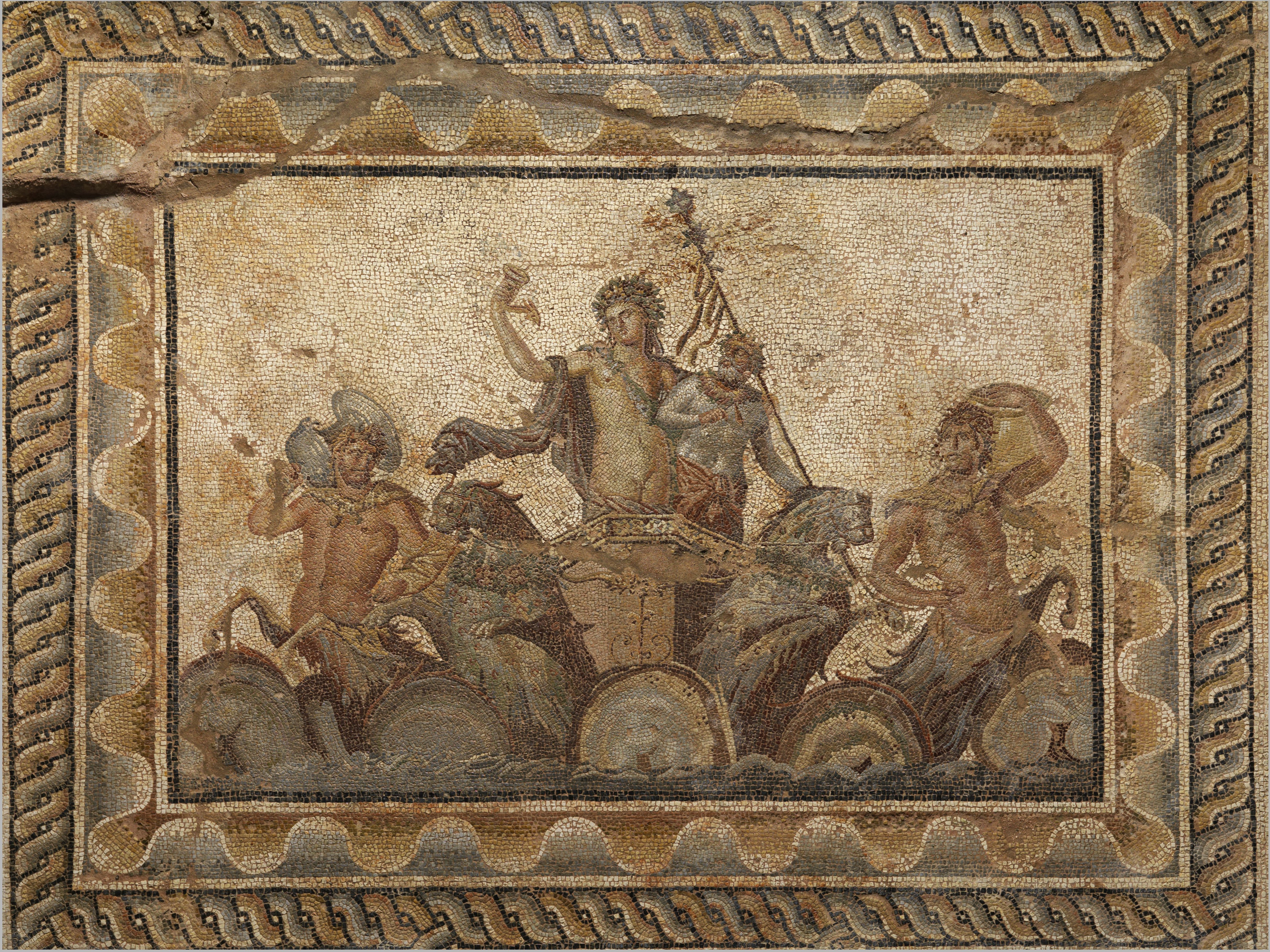
Богоявленская мозаика Диониса, из виллы Диониса (II век н. э.) в Дионе, Греция. Сейчас в Археологическом музее Диона.
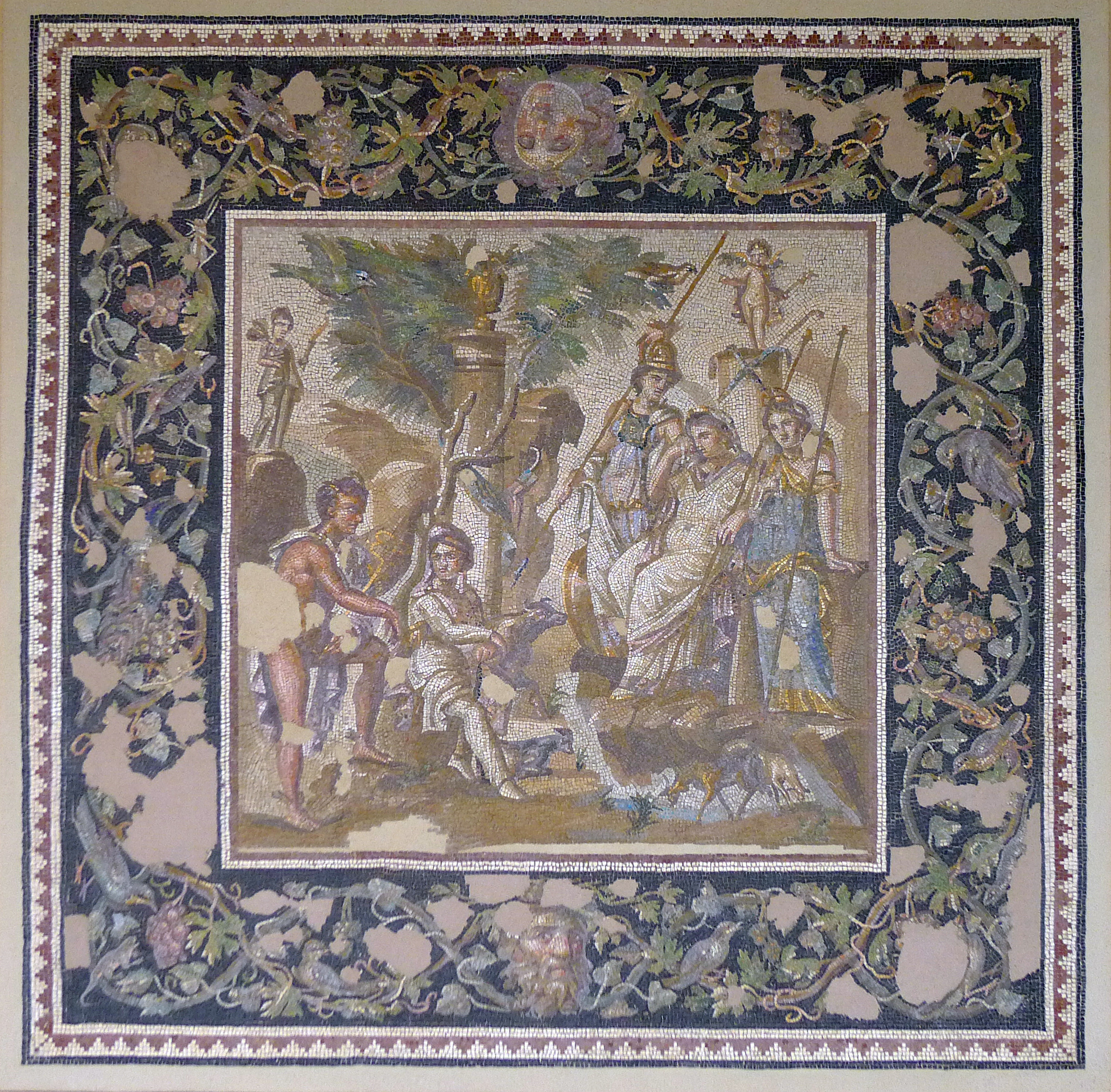
Суд Париса, мрамор, известняк и стекло тессере, 115-150 н. э.; из триклиниума Атриум Хауса в Антиохии-на-Оронте
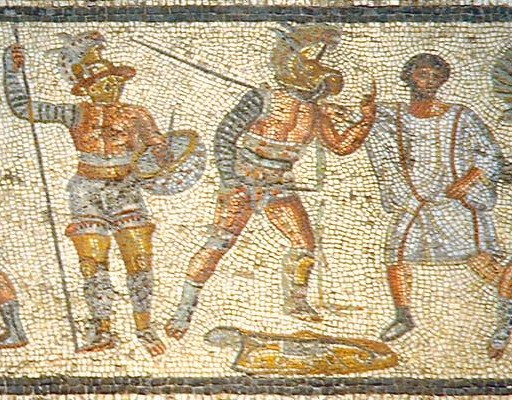
Злитенская мозаика с гладиаторами, II век н. э.
Римская мозаика, изображающая свадьбу Диониса и Ариадны с Силеном и сатиром, II век н. э., г. Тунис, Тунис
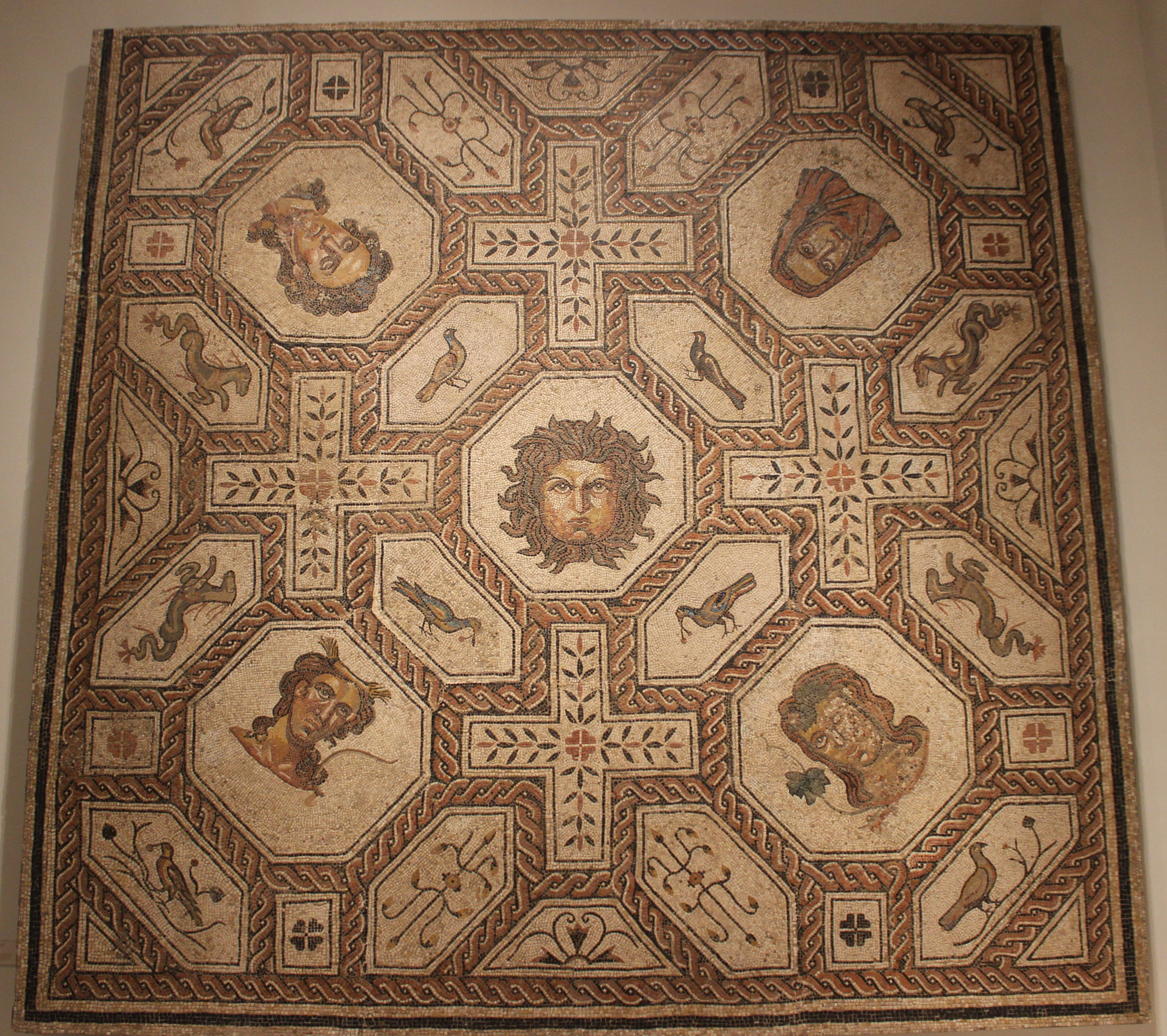
Мозаика с изображением Медузы и изображением четырёх сезонов из Паленсии, Испания, сделанная между 167 и 200 годами нашей эры.
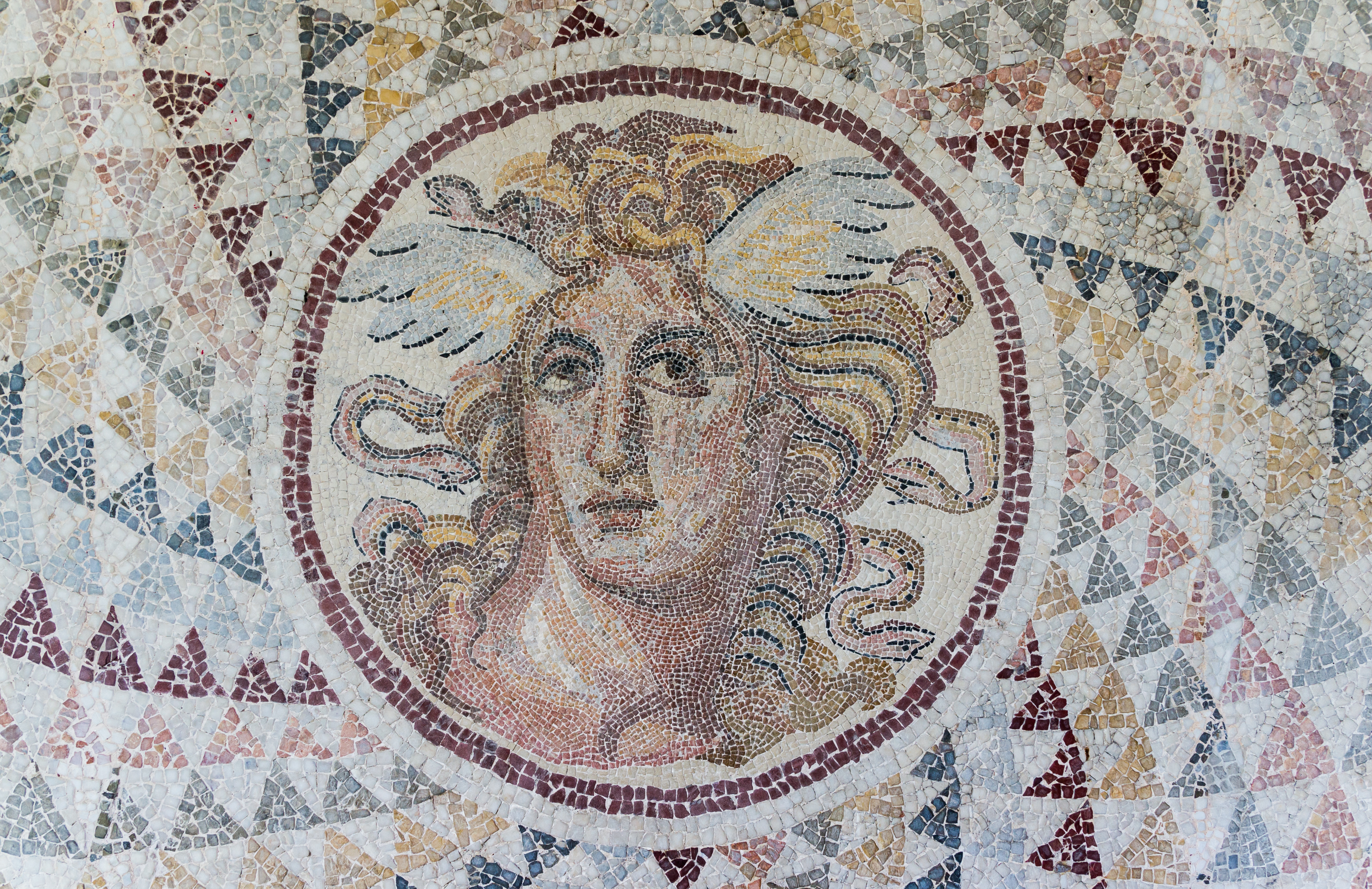
Римская мозаика из Пирея, изображающая Медузу, которая использует opus tessellatum, II век н. э., Национальный археологический музей Афин
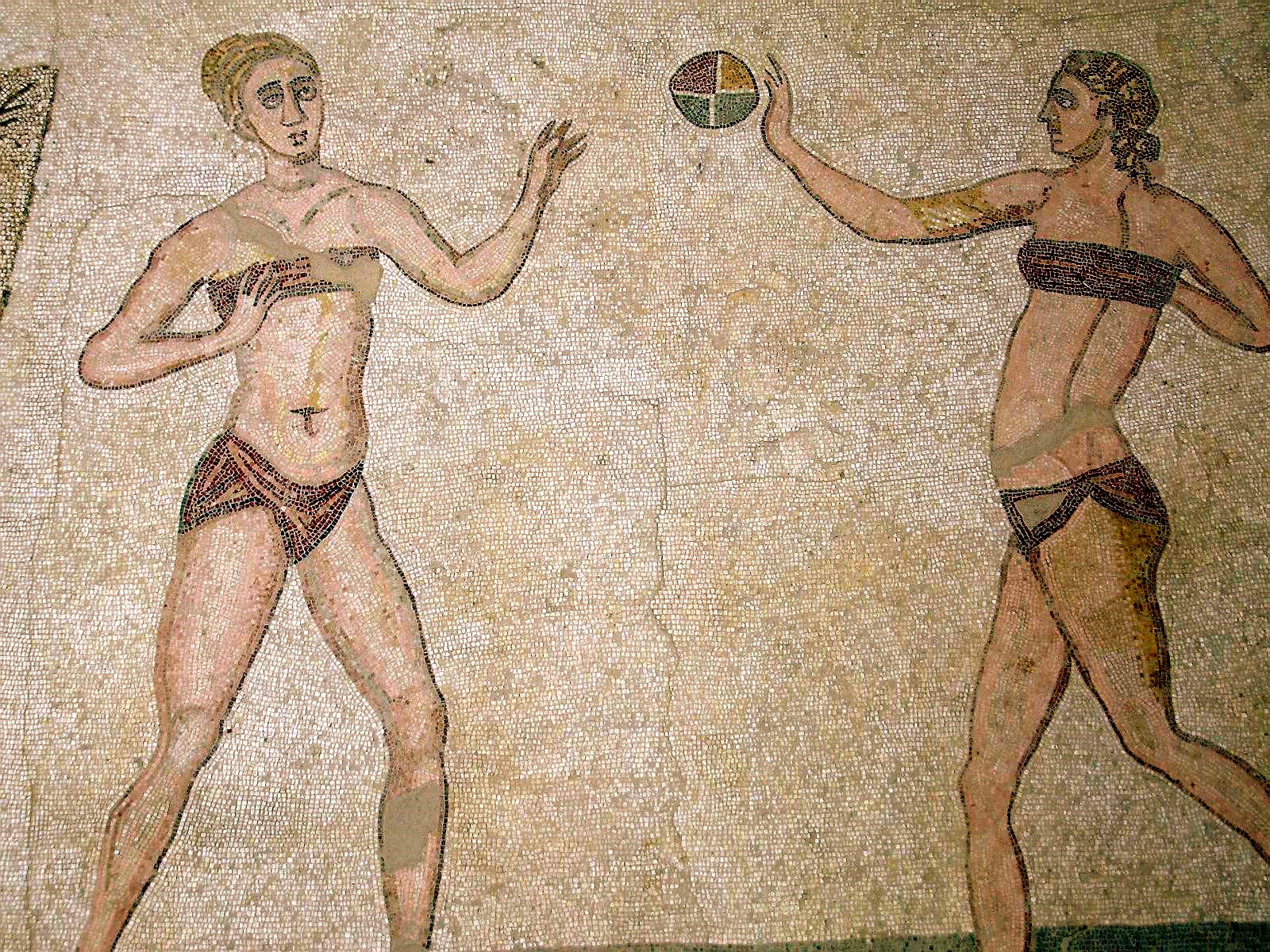
Мозаика женщин-атлеток, играющих в мяч на Вилле дель-Казале на площади Армерина, IV век н. э.
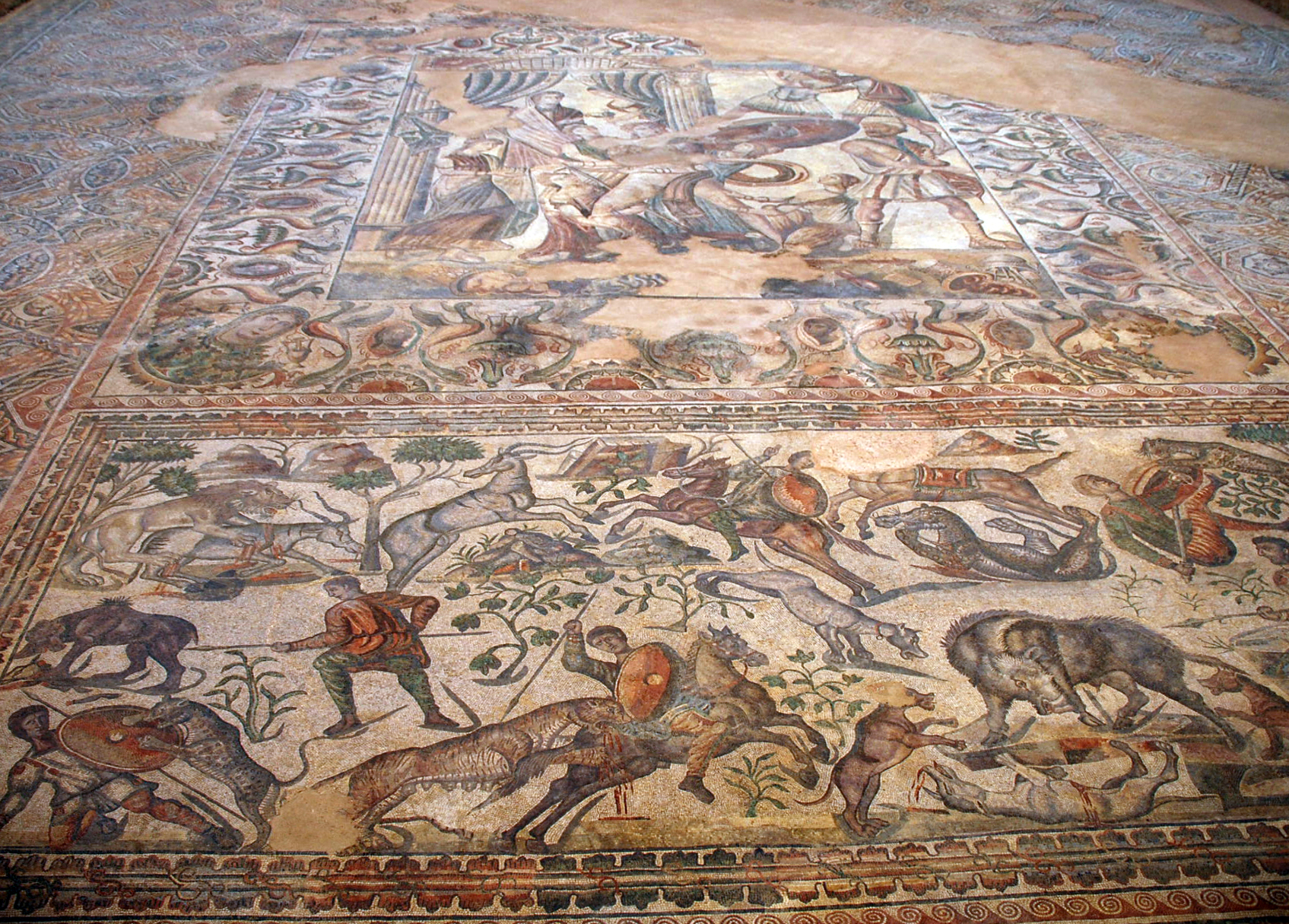
Позднеримские мозаики на вилле Романа Ла Олмеда, Испания, IV-V века н. э.
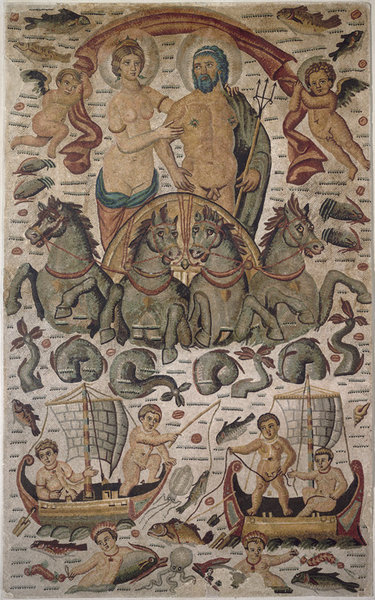
Триумф Посейдона и Амфитриты, показывающий пару в процессии, деталь мозаики из Цирты, Римская Африка, 315–325 гг. н. э., Лувр
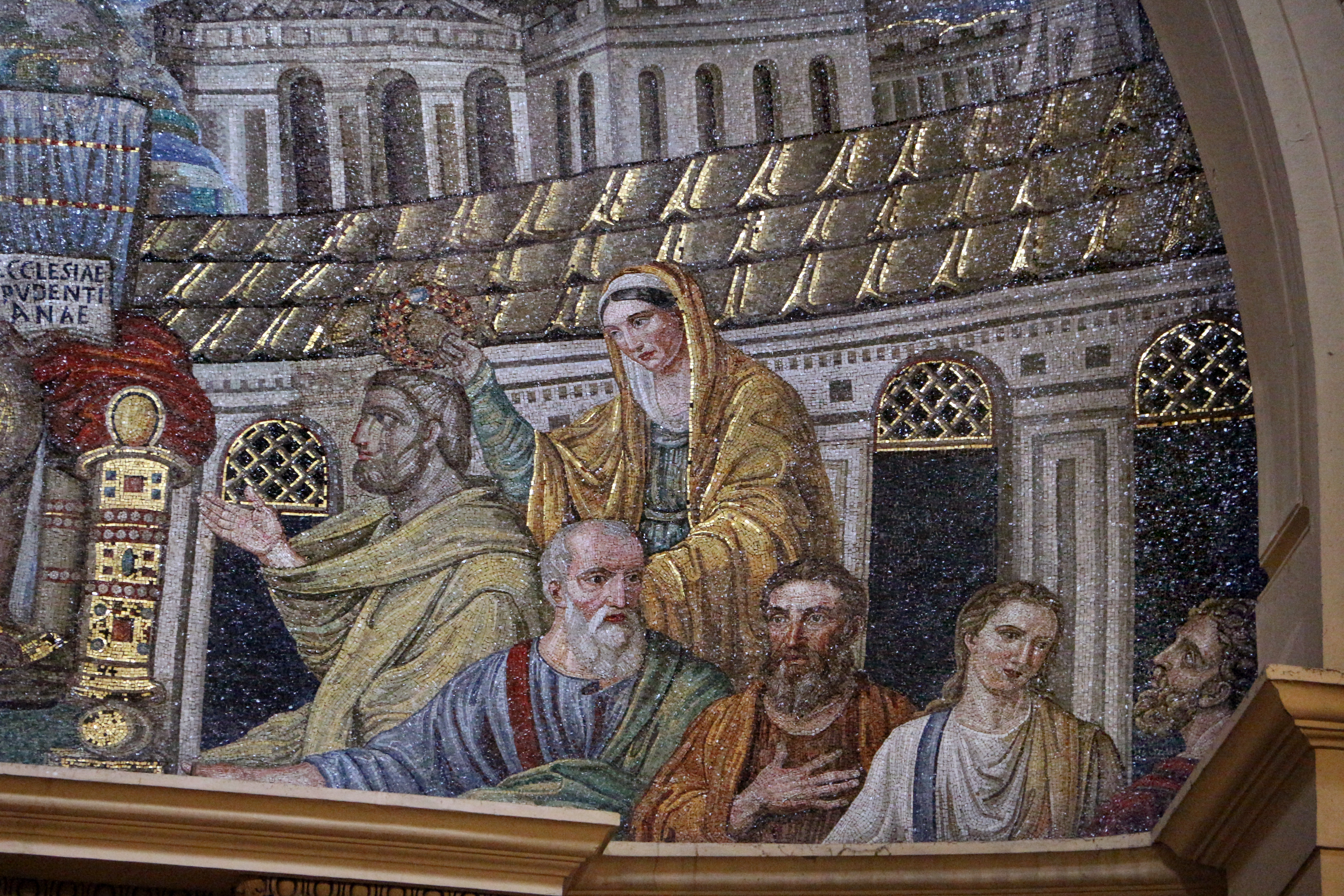
Палеохристианская мозаика из Санта-Пуденциана в Риме, ок. 410 г. н. э.
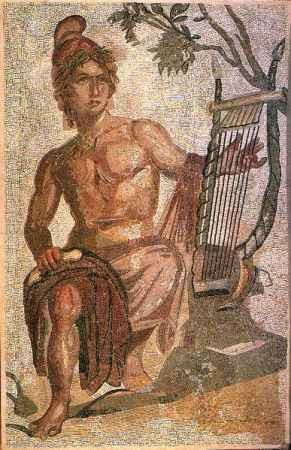
Мозаика Орфея из Каралиса, современный Кальяри (Италия), теперь в Археологическом музее Турина
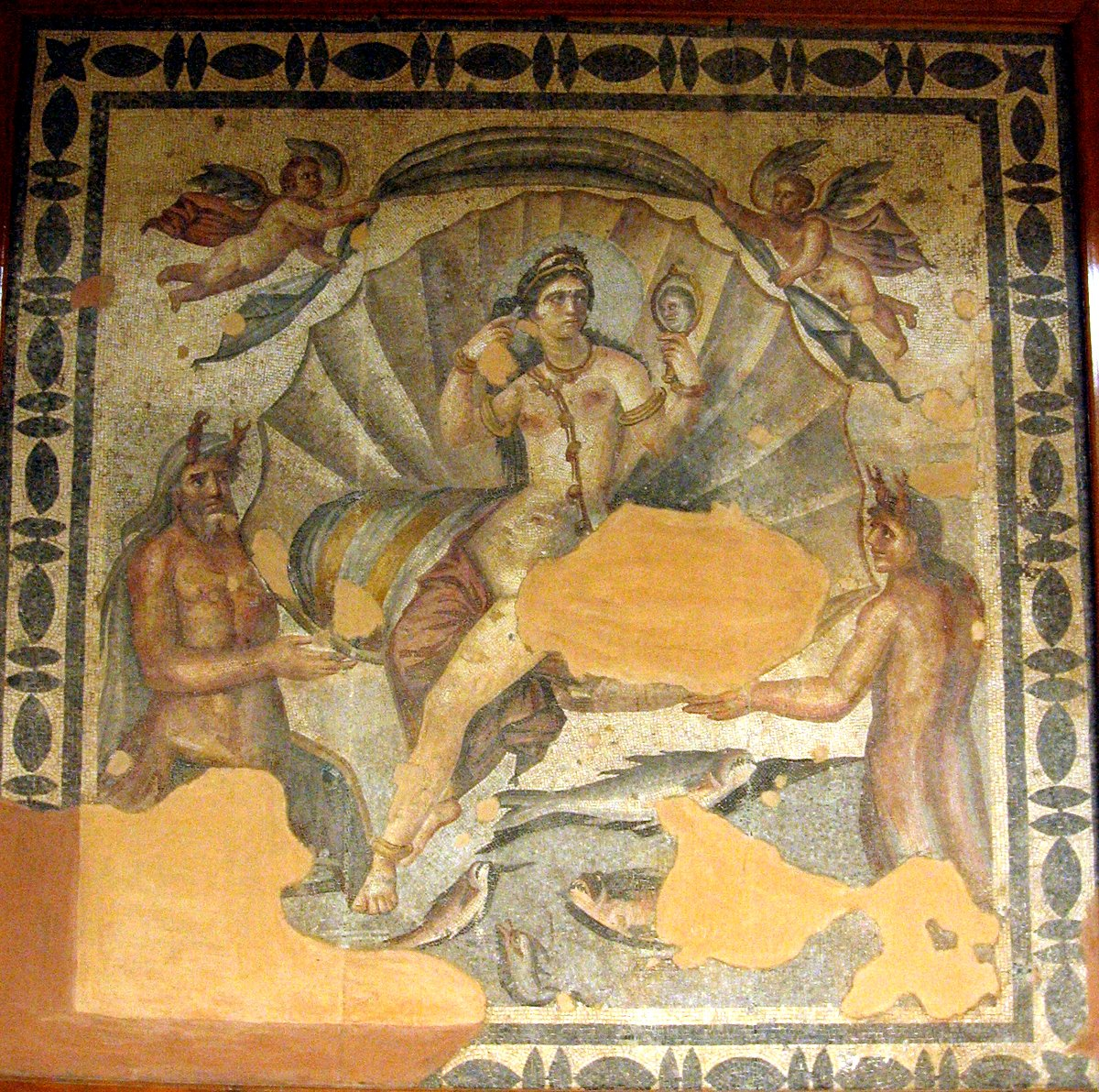
Мозаика ванны Дианы. Эс-Сувайда, Сирия
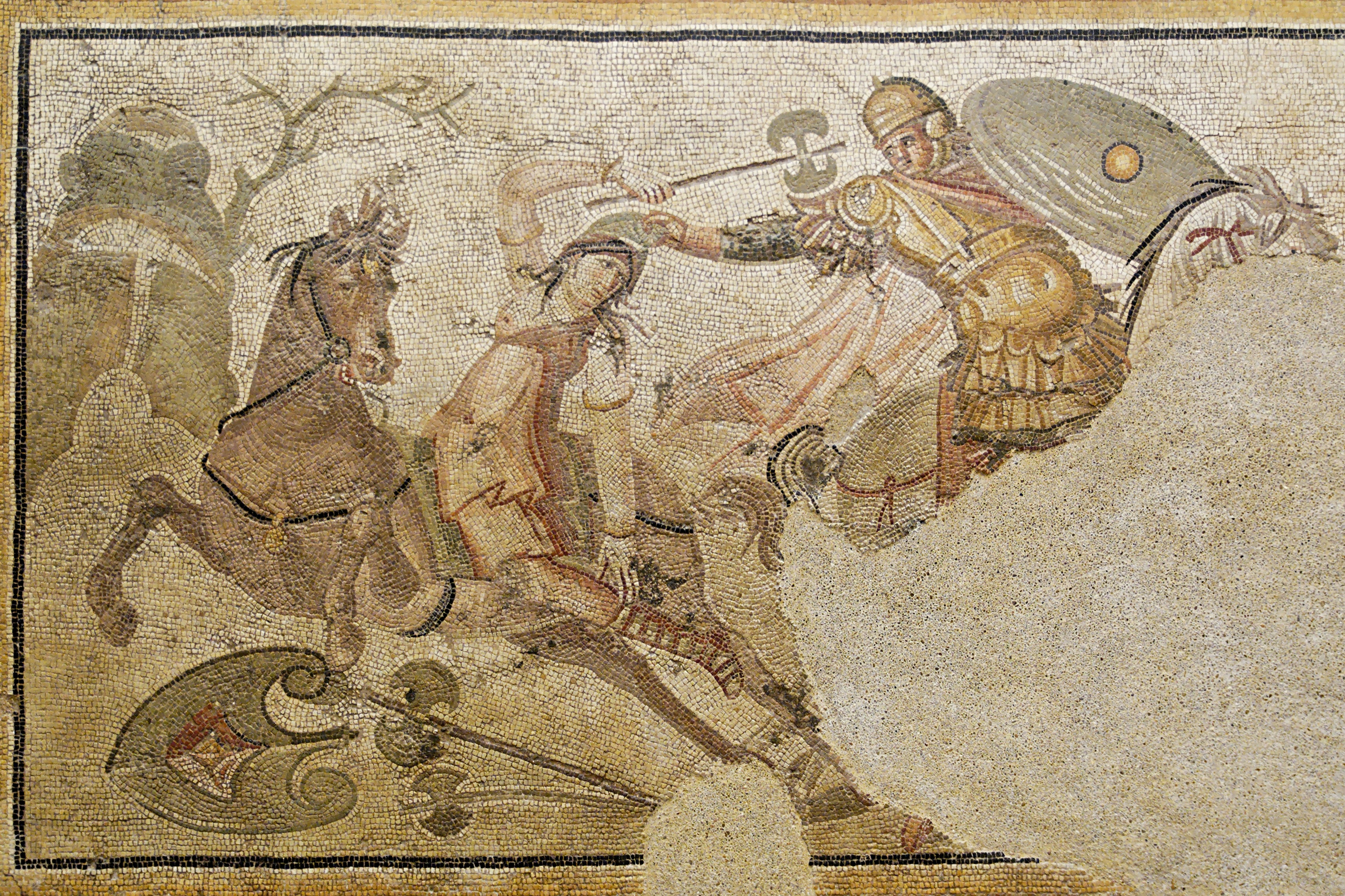
Мозаика воина-амазонки, сражавшейся с гиппеем, IV век н. э., Лувр